# Apamea delineata
Apamea delineata är en fjärilsart som beskrevs av Barend J. Lempke 1965. Apamea delineata ingår i släktet Apamea och familjen nattflyn. Inga underarter finns listade i Catalogue of Life.